# Aplotarsus
Genre
Aplotarsus est un genre d'insectes de l'ordre des coléoptères, de la famille des Elateridae (taupins).

## Liste des espèces rencontrées en Europe
- Aplotarsus angustulus (Kiesenwetter, 1858)
- Aplotarsus incanus (Gyllenhal, 1827)
- Aplotarsus tibiellus (Chevrolat, 1865)

## Liste d'espèces
Selon NCBI (6 juillet 2021) :
- Aplotarsus angustulus
- Aplotarsus imperceptus
- Aplotarsus incanus